# Al-Màïda
Al-Màïda (àrab: ٱلْمَائدَة, al-Māʾida; lit. ‘La taula [parada amb menjar]’) o La taula servida, baixada del cel és la cinquena sura de l'Alcorà, amb cent vint aleies o versos. Es considera una sura medinesa, és a dir, revelada a Medina.
S'hi tracten temes com els animals prohibits i les missions d'Issa (Jesús) i Mussa (Moisès). L'aleia 90 desaconsella el vi, juntament amb els jocs d'atzar, els ídols i l'endevinació. El vers 8 conté el passatge: «Que l'odi que tingueu a un grup, a una gent o a un poble, no us faci allunyar de la justícia».
L'aleia 67, anomenada «aleia del tabligh» o «aleia de la transmissió» es considera, sobretot entre els musulmans xiïtes, que va inspirar Mahoma a fer l'anunci de Ghadir al-Khumm durant la Peregrinació del Comiat de l'any 632, en què, segons els xiïtes, va investir el seu cosí i gendre, Alí ibn Abi-Tàlib, amb l'autoritat espiritual; tot i que alguns autors sunnites també vinculen aquest vers amb el reconeixement dels mèrits d'Alí, la majoria el relacionen amb una crítica a jueus o cristians o com una prova de la fidelitat del Profeta en la transmissió de les revelacions divines.

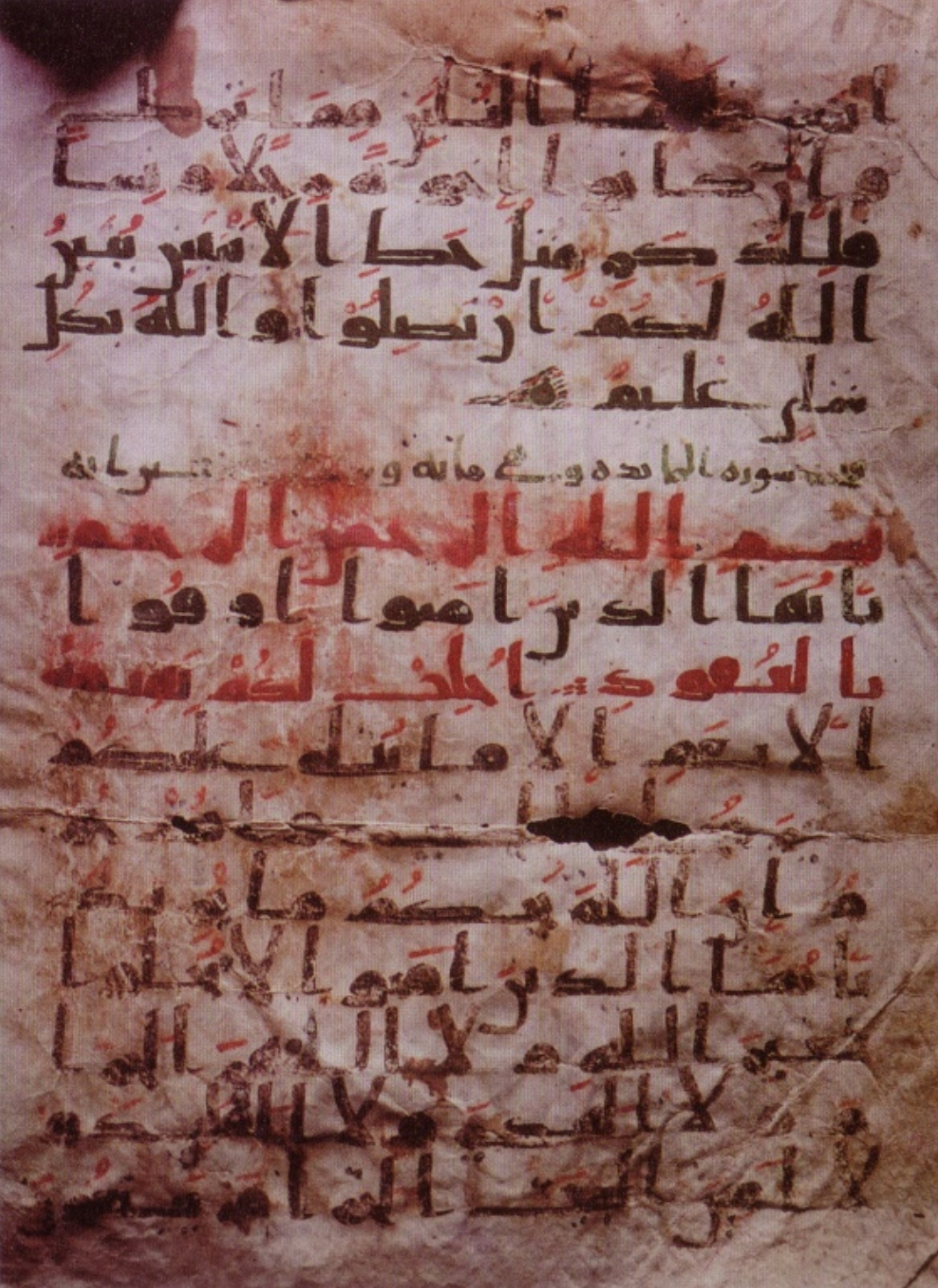
Pàgina d'un Alcorà del. La primera línia vermella és la bàsmala d'inici de la sura Al-Màïda.

S'han considerat les aleies 32 i 33 com una crida a evitar qualsevol assassinat, especialment quan diu «És per això que Nós vam manar, en l'escriptura, a tots els jueus, fills d'Israel, que qui matés un innocent (…) fos com si hagués matat tota la humanitat, i que qui salvés una sola vida, fos com si hagués salvat la vida a la humanitat», vers que està estretament relacionat, com el mateix Alcorà reconeix, amb una afirmació similar recollida per la Mixnà del Sanedrí.